# Річардсон (округ, Небраска)
Шаблон:StateAbbr_ 40°07′ пн. ш. 95°43′ зх. д. / 40.12° пн. ш. 95.72° зх. д.
Округ Річардсон (англ. Richardson County) — округ (графство) у штаті Небраска, США. Ідентифікатор округу 31147.

## Історія
Округ утворений 1855 року.

## Демографія
За даними перепису
2000 року
загальне населення округу становило 9531 осіб, зокрема міського населення було 4419, а сільського — 5112.
Серед мешканців округу чоловіків було 4606, а жінок — 4925. В окрузі було 3993 домогосподарства, 2568 родин, які мешкали в 4560 будинках.
Середній розмір родини становив 2,95.
Віковий розподіл населення поданий у таблиці:
| Стать    | До 15 років | 15-21 | 22-29 | 30-39 | 40-49 | 50-65 | 65-85 | Понад 85 |
| -------- | ----------- | ----- | ----- | ----- | ----- | ----- | ----- | -------- |
| Чоловіки | 995         | 463   | 301   | 585   | 640   | 792   | 718   | 112      |
| Жінки    | 938         | 395   | 300   | 582   | 687   | 803   | 988   | 232      |

## Суміжні округи
- Немага — північ
- Голт, Міссурі — схід
- Доніфан, Канзас — південний схід
- Браун, Канзас — південь
- Немага, Канзас — південний захід
- Поні — захід

## Виноски
1. ↑  US Decennial Census. United States Census Bureau. Архів оригіналу за 26 квітня 2015. Процитовано 11 грудня 2014.
2. ↑  Historical Census Browser. University of Virginia Library. Архів оригіналу за 11 серпня 2012. Процитовано 11 грудня 2014.
3. ↑  Population of Counties by Decennial Census: 1900 to 1990. US Census Bureau. Архів оригіналу за 27 квітня 2015. Процитовано 11 грудня 2014.
4. ↑  Census 2000 PHC-T-4. Ranking Tables for Counties: 1990 and 2000 (PDF). US Census Bureau. Архів оригіналу (PDF) за 18 грудня 2014. Процитовано 11 грудня 2014.
5. ↑  State & County QuickFacts. Бюро перепису населення США. Архів оригіналу за 17 липня 2011. Процитовано 22 вересня 2013.(англ.) Наведено за англійською вікіпедією.
6. ↑  American FactFinder. Бюро перепису населення США. Архів оригіналу за 26 лютого 2012. Процитовано 31 січня 2008.

| США | Це незавершена стаття з географії США. Ви можете допомогти проєкту, виправивши або дописавши її. |